# Unorthodox (miniserie televisiva)
Unorthodox è una miniserie televisiva tedesca e statunitense ideata e scritta da Anna Winger e Alexa Karolinski, diretta da Maria Schrader e basata sull'autobiografia del 2012 di Deborah Feldman Ex ortodossa. Il rifiuto scandaloso delle mie radici chassidiche (Unorthodox: The Scandalous Rejection of My Hasidic Roots).
La miniserie, composta da quattro puntate, è stata resa disponibile internazionalmente sulla piattaforma Netflix dal 26 marzo 2020.

## Sinossi
La diciannovenne Esther "Esty" Shapiro è una ragazza di fede ultra-ortodossa chassidica che vive nel quartiere di Williamsburg, a Brooklyn, dove è costretta a seguire le rigide regole della comunità. Esty, come tutte le donne della comunità, non può leggere la Tōrāh, cantare o studiare musica: è destinata solo a concepire figli.
Dopo un anno di matrimonio combinato decide di scappare a Berlino e rifarsi una nuova vita. Con pochi soldi e con l'aiuto di un'amica, vola in Germania dove vive la madre Leah, anche lei scappata anni prima dalla comunità. Suo marito Yanky, dopo aver scoperto che la moglie è incinta, si reca a Berlino con suo cugino Moishe, per ordine del loro rabbino, al fine di cercare di trovarla e riportarla a casa.

## Trama

### Parte 1
Nata e cresciuta in una comunità di fede ultra-ortodossa chassidica nel quartiere di Williamsburg, a Brooklyn, la giovane Esther Shapiro affronta una crisi dopo aver trascorso un anno di matrimonio combinato che non ha ancora dato frutti. Grazie all'aiuto dell'insegnante di piano affittuaria dell'appartamento di proprietà della sua famiglia, Esty riesce a procurarsi la documentazione necessaria per poter fuggire all'insaputa della famiglia a Berlino, città in cui risiede la madre Leah, anche lei scappata anni prima dalla comunità. Una volta in Germania, Esty stringe casualmente amicizia con un gruppo di ragazzi che studiano presso il conservatorio musicale della città e, non avendo ancora un posto dove stare, si introduce furtivamente nella struttura dove trascorre la notte. In un flashback Esty, poco prima di unirsi in matrimonio con Yanky, ricevette la visita della madre, che le consegnò i documenti necessari per poter richiedere la cittadinanza tedesca, nel caso in cui le potessero servire. Nel frattempo, a Williamsburg, il marito di Esty, Yanky, nel cercare di carpire informazioni utili a rintracciare la moglie, scopre che è incinta. Per questo motivo viene incaricato dal rabbino di recarsi a Berlino per ritrovare e riportare a casa Esty, accompagnato dal cugino Moishe.

### Parte 2
Esty viene convinta dal professore di musica del conservatorio a compilare il modulo per richiedere di entrare far parte del programma speciale offerto dalla struttura, per cui è previsto che la ragazza sostenga anche un'audizione dal vivo. Gli amici con cui Esty ha legato a Berlino la invitano a cena al dormitorio, dove Esty ha modo raccontare alcuni dettagli della sua vita e di dimostrare loro il suo talento al pianoforte. Tuttavia una di loro, Yael, critica la sua abilità a tal punto da indurre la ragazza ad abbandonare la cena in lacrime. In seguito Esty telefona alla nonna, che tuttavia interrompe la chiamata. Nel frattempo, Yanky e Moishe giungono a Berlino e si recano della madre di Esty con la speranza di ottenere informazioni dalla donna, la quale invece li manda via. Moishe inoltre è in possesso di una pistola. Alla fine della puntata estorce a Yanky cento dollari ripromettendosi di trovare la moglie.

### Parte 3
Dopo aver effettuato un'ecografia ginecologica, Esty inizialmente valuta di ritirare la domanda per l'ammissione al conservatorio, ma cambia idea e chiede aiuto a Robert al fine di ottenere la borsa di studio per poter continuare a vivere a Berlino. Intanto, mentre Yanky incontra nuovamente la madre di Esty la quale ribadisce di non sapere dove la figlia si trovi, Moishe si introduce nell'abitazione della madre di Esty e riesce a rintracciare la ragazza, iniziando a pedinarla. In un flashback intanto viene mostrato che il matrimonio tra Esty e Yanky iniziò a complicarsi dal momento che i due non riuscirono ad avere dei rapporti sessuali poiché Esty li trovava troppo dolorosi. In seguito a un'accesa discussione con Yanky, tuttavia, Esty lo incitò ad avere un rapporto completo nonostante il dolore. Nel frattempo al presente Esty, invitata dagli amici in una discoteca, a fine serata torna a casa con Robert con cui sembra avere un rapporto sessuale.

### Parte 4
Moishe affronta brutalmente Esty, cercando di convincerla che non c'è altra vita al di là della comunità. La ragazza si reca dalla madre che le rivela di non averla abbandonata da piccola, bensì le fu portata via tramite azioni legali. Il giorno successivo, all'audizione, Esty decide di cantare anziché suonare il pianoforte: alla toccante interpretazione assistono gli amici della ragazza, la madre e anche Yanky. Dopo di essa, Esty si confronta con il marito che la implora di ricominciare una vita coniugale, arrivando a tagliarsi i payot per lei. Esty tuttavia rifiuta intendendo costruirsi una nuova vita a Berlino, finalmente libera. La ragazza torna al bar dove aveva conosciuto Robert e viene raggiunta dai suoi amici.

## Personaggi e interpreti

### Principali
- Esther "Esty" Schwarz Shapiro, interpretata da Shira Haas e doppiata da Margherita De Risi.
- Yaakov "Yanky" Shapiro, interpretato da Amit Rahav e doppiato da Matteo Liofredi.
- Moishe Lefkovitch, interpretato da Jeff Wilbusch e doppiato da Emiliano Reggente.
- Robert, interpretato da Aaron Altaras.
- Yael Roubeni, interpretata da Tamar Amit-Joseph e doppiata da Marta Filippi.
- Leah Mandelbaum Schwarz, interpretata da Alex Reid e doppiata da Federica Bomba.
- Malka Schwarz, interpretata da Ronit Asheri.
- Axmed, interpretato da Langston Uibel e doppiato da Alex Polidori.

### Secondari
- Babbi, interpretata da Dina Doron.
- Mordechai Schwartz, interpretato da Gera Sandler.
- Salim, interpretato da Aziz Deyab.
- Zeidy, interpretato da David Mandelbaum.
- Miriam Shapiro, interpretata da Delia Mayer.
- Mike, interpretata da Feliz Mayr.
- Rabbino Yossele, interpretato da Eli Rosen.
- Dasia, interpretata da Safinaz Sattar
- Nina Decker, interpretata da Isabel Schosnig.
- Vivian Dropkin, interpretata da Laura Beckner.
- Symcha Shapiro, interpretato da Harvey Friedman.
- Igor, interpretato da Lenn Kudrjawizki.
- Karim Nuri, interpretato da Yousef Sweid.

## Produzione
La serie è vagamente basata sul libro di memorie di Deborah Feldman, che ha lasciato il movimento Satmar, una comunità chassidica di New York. La miniserie è stata scritta da Anna Winger e Alexa Karolinski, diretta da Maria Schrader e girata tra New York e Berlino. Unorthodox è la prima serie di Netflix quasi interamente recitata in yiddish.
Netflix ha realizzato un documentario di 20 minuti, Making Unorthodox, che racconta le riprese e il processo creativo dietro la serie.